# Michaela Káčerková
Michaela Káčerková (* 1984) je česká varhanice.
Hru na varhany vystudovala na Pražské konzervatoři (prof. Jan Hora), dále na Akademii múzických umění v Praze (prof. Jaroslav Tůma) a na Hochschule für Musik und Theater Felix Mendelssohn Bartholdy v Lipsku (prof. Stefan Engels – varhany, prof. Tobias Schade – cembalo). Během studia se zúčastnila mnoha mistrovských kurzů pod vedením významných pedagogů (Harald Vogel, Martin Sander, Lorenzo Ghielmi, Olivier Latry, Ludger Lohmann) a získala ocenění na domácích i zahraničních interpretačních soutěžích[zdroj?].
Věnuje se pravidelné koncertní činnosti a spolupracuje s mnoha sbory, sólisty, orchestry a barokními ansámbly (Symfonický orchestr Českého rozhlasu, Camerata Baroque Ensemble, orchestr Národního divadla v Praze, Capella Regia, Karlovarský symfonický orchestr). Její repertoár zahrnuje hudbu všech stylových období od renesance až po současnou tvorbu. Jako sólistka vystoupila na koncertech v České republice, Německu, Rakousku, Itálii, Francii, Anglii, USA a Japonsku.
Od roku 2014 působí jako umělecká ředitelka Mezinárodního hudebního festivalu J.C.F. Fischera.